# Réguiny
Réguiny är en kommun i departementet Morbihan i regionen Bretagne i nordvästra Frankrike. Kommunen ligger i kantonen Rohan som tillhör arrondissementet Pontivy. År 2022 hade Réguiny 1 944 invånare.

## Befolkningsutveckling
Antalet invånare i kommunen Réguiny
| Referens: INSEE |